# Sue Piller
Sue Piller (4 maggio 2005) è una sciatrice alpina svizzera.

## Biografia
Specialista dello slalom gigante attiva dal novembre del 2022, Sue Piller ha esordito in Coppa Europa il 6 dicembre 2023 a Zinal in slalom gigante (44ª) e in Coppa del Mondo il 21 febbraio 2025 a Sestriere nella medesima specialità, senza qualificarsi per la seconda manche; non ha preso parte a rassegne olimpiche o iridate.

## Palmarès

### Coppa Europa
- Miglior piazzamento in classifica generale: 44ª nel 2025

### Campionati svizzeri
- 1 medaglia:
  - 1 argento (slalom gigante nel 2025)